# Grégoire Amúrrio
Grégoire Amúrrio, (en espagnol : Gregório Amúrrio) (Né en Espagne dans l'actuelle province de Cantabrie - Mort au Collège missionnaire de San Fernando de Mexico, Mexique, 1779) est un missionnaire espagnol franciscain du XVIIIe siècle envoyé au Nouvelle-Espagne. 

## Biographie
Membre de la Province franciscaine de Cantabrie en Espagne, arrivé au Mexique à la fin des années 1760 il fait partie des vingt franciscains qui quittent le Collège missionnaire de San Fernando de Mexico en octobre 1770 pour se rendre dans les missions espagnoles de Basse-Californie. À l'été 1773, les franciscains décident de céder toutes leurs missions de la péninsule aux dominicains. Il se porte alors volontaire comme Vincent Fustér pour rejoindre les missions franciscaines de la Haute-Californie nouvellement fondées. Il est lui aussi d'abord affecté à la Mission San Diego de Alcalá. En juillet 1774, il rejoint la Mission San Luis Obispo de Tolosa. En 1775 à la demande du responsable des missions franciscaines de Californie Junípero Serra il part avec Fermín Lasuén fonder la Mission San Juan Capistrano. Les débuts sont difficiles. Les indiens se révoltent. Il doit se réfugier au fort de San Diego. Une fois les indiens pacifiés il repart pour la mission en novembre 1776 accompagné de Paul de Mugártegui. Il restera dans cette mission jusqu'en 1779. Sa santé s'étant détériorée durablement il retourne finir sa vie au Collège San Fernando de Mexico.